# 데이비드 시프린
데이비드 시프린(David Shifrin, 1950년1월 2일-)은 미국의 클라리넷 연주가로 세계 주요 관현악단에서 클라리넷 협주곡을 연주해왔다.

## 생애
데이비드 시프린은 1963년 예술 인터첼런 센터(Interlochen Center for the Arts)에서 초기 음악 교육을 받았다. 그는 1968년 웨스트 음악원에 다녔고 나중에 1971년 필라델피아에 있는 커티스 음악원(Curtis Institute of Music)을 졸업하고 그곳에서 앤소니 기길로티(Anthony Gigliotti)를 사사했다.
시프린은 필라델피아 오케스트라, 미네소타 오케스트라, 달라스 심포니 오케스트라, 시애틀 심포니, 휴스턴 심포니, 밀워키 심포니 오케스트라, 디트로이트 심포니 오케스트라, 포트워스 심포니 오케스트라, 하와이 심포니 등 전 세계의 많은 주요 오케스트라와 협연 솔리스트로 출연했다. 미국의 피닉스 심포니, 이탈리아, 스위스, 독일, 일본, 한국, 대만의 오케스트라도 포함된다. 시프린은 1991-1992 시즌 동안 필라델피아 오케스트라와 함께 퓰리처 상을 수상한 작곡가 스티븐 앨버트의 협주곡을 의뢰하고 초연했으며, 1995년에는 포트워스 심포니 오케스트라와 함께 에즈라 라더만의 클라리넷 및 현(Clarinet and Strings)을 위한 협주곡을 초연했다.
1984년 시프린은 모차르트의 클라리넷 협주곡과 클라리넷 5중주를 원래 형태로 연주할 수 있도록 길쭉한 특수 클라리넷인 바셋 클라리넷의 제작을 의뢰했다. 시프린의 1985년 Gerard Schwarz 및 Mostly Mozart Festival Orchestra와 함께한 Mozart Clarinet Concerto 및 Quintet 음반은 스테레오 리뷰 잡지에서 "올해의 레코드"로 선정되었다.